# セコムトラストシステムズ
セコムトラストシステムズ株式会社（英語: Secom Trust Systems Co.,Ltd.）は、セコムのグループ企業であり、データーセンター事業、情報セキュリティサービス、大規模災害対策サービスを主軸とした情報通信・BPO・ICT事業を展開しているIT企業である。
法人向けSaaSサービスであるセコム安否確認サービスは、2024年3月末時点で約8,950社、約830万人が利用している。

## 沿革
- 1985年
  - 8月 - セコムネット株式会社、セコムソフトウェア株式会社を設立
  - 10月 - 日本電信電話株式会社と合弁で、日本コンピュータセキュリティ株式会社を設立
- 1991年 - セコム情報システム株式会社を設立
- 1994年
  - セコム情報システムが株式会社コスモ・エイティを統合
  - 東京インターネット株式会社を設立。ISP＆データセンター事業に参入
- 1995年
  - セコムシステム開発株式会社を設立
  - セコム情報システム株式会社が株式会社日本マイクロシステムを統合
- 1997年 - 日本ダスコム株式会社を設立
- 1998年 - セコムが中心となり、米国エントラスト社、NTTデータ、ソニー、オリックス、東京三菱銀行、住友電気工業など16社でエントラストジャパン株式会社を設立。電子認証事業へ参入
- 2000年
  - セコム株式会社サイバーセキュリティ事業部、セコムネット株式会社、セコム情報システム株式会社ネットワーク事業、セコム・セキュリティー・ソリューションズ、日本コンピュータセキュリティ、日本ダスコムを統合してセコムトラストネット株式会社を発足
  - セコムトラストネット株式会社が「セキュアデータセンター」を開設
- 2001年 - セコム情報システムがセコムシステム開発を統合
- 2004年
  - 日本で初めてWebTrustを取得
  - 法人向けSaaSサービス「セコム安否確認サービス」を開始
- 2006年 - セコムトラストネットとセコム情報システムが合併し、セコムトラストシステムズ株式会社となる
- 2010年8月 -「セキュアデータセンター 新館」を開設
- 2013年
  - 7月 - 警視庁とサーバー犯罪共同対処協定を締結
  - 10月 -「セキュアデータセンター 別館」を開設
  - 11月 -「セキュアデータセンター 大阪」を開設
- 2020年4月 -  女性活躍と次世代育成支援への取り組み行動計画策定
- 2023年
  - 9月 - セコム安否確認シリーズをISMAP等クラウドサービスリストに登録
  - 10月 - 本社をセコム本社ビル（原宿）から新宿東オフィスに移転
- 2024年4月 - マルチステークホルダー方針を公開

## 主な事業（サービス名）
- 大規模災害対策（BCP）
  - セコム安否確認サービス
  - セコム安否確認サービス スマート（300人までの企業様向け）
  - セコム安否確認サービスSCM
  - セコム安否確認サービスGS
  - セコム緊急連絡網サービス
  - セコム非常呼集サービス
  - セコム緊急地震速報サービス
  - セコム災害ポータルサービス
- 文書電子化／電子契約
  - セコムあんしんエコ文書サービス
  - セコムWebサイン
  - セコム議事録電子化サービス
- 人事部様向けクラウド（HRテック）
  - セコムあんしん勤怠管理サービス
  - セコムあんしん給与明細電子化サービス
  - セコムかんたん年末調整サービス
  - セコム電子承諾サービス(労働条件通知書電子化)
  - セコムあんしんマイナンバーサービス
- 情報セキュリティ
  - サイバー攻撃対策ソリューション
    - ゲートウェイセキュリティ
    - エンドポイントセキュリティ
    - メールセキュリティ

  - セキュリティ診断サービス
  - 運用/監視サービス
  - セコムプロフェッショナルサポート
- 電子認証サービス
  - セコムパスポート for Webシリーズ
  - セコムパスポート for Member/PublicID
  - セコムパスポート for G-ID
  - プライベートCAサービス
  - セコムあんしんログインサービス
  - セコムパスポート
  - セコムパスポートPlus
- クラウドサービス
  - セコムマネージドクラウド
- データセンター
  - ハウジング/コロケーションサービス
  - ホスティングサービス
  - 回線接続サービス
- ネットワーク
- システムオペレーション
- コンサルティング
- システム開発

## 事務所所在地
- 本社 - 東京都新宿区富久町10-5　NMF新宿EASTビル

各オフィス
- 原宿 - 東京都渋谷区神宮前1-5-1　セコム本社ビル
- 飯田橋 - 東京都新宿区西五軒町13-1　住友不動産飯田橋ビル3号館
- 目白台 - 東京都文京区目白台2-7-8　セコム目白台ビル
- 三鷹 - 東京都三鷹市下連雀8-10-16　セコムSCセンター
- 第2三鷹 - 東京都三鷹市下連雀5-7-1　NTTDATA三鷹ビル4F
- 名古屋 - 愛知県名古屋市中区錦2-5-12　パシフィックスクエア名古屋錦5F
- 関西 - 大阪府大阪市西区江戸堀2-1-1　江戸堀センタービル12F
- 第2関西 - 大阪府大阪市西区新町1-28-3　四ツ橋グランスクエア8F
- 広島 - 広島県安芸郡海田町窪町2-14　ハンドウビル